# Raza vasca
«Raza vasca» es un concepto antropológico obsoleto utilizado por historiadores y etnógrafos vascos y no vascos entre los siglos XIX y XX. 
La mayoría de los autores localizaba a esta «raza» en los territorios de Álava, Vizcaya, Guipúzcoa y Navarra en España, y en Baja Navarra, Labort y Sola en Francia, y en aquella época aludían a dicho concepto de raza en alusión a los términos actuales de «etnia» o «pueblo», mezclándolo con connotaciones socioculturales, y no sólo relativo a definiciones biogenéticas. 
Políticamente el nacionalismo vasco, creado hacia mediados del XIX y en paralelo a otros renacimientos político-culturales en Europa de entonces tras la reunificación alemana e italiana, alegaba en sus inicios que dicha raza coincidiría territorialmente con los límites físicos de su patria, Euskadi o Euskal Herria y la raza vasca era usada como elemento identitario y como base de una teoría de reconstrucción nacional en el sentido que el derecho romano identificaba como nación o pueblo a una gens determinada de etnia o costumbres y leyes propios aun dentro del Imperio, y de neo-construcción política para plasmarlo hacia un estado más o menos independiente, en contraposición a los conceptos de raza ibérica o raza latina independientemente de diferencias culturales o etnográficas como lengua, costumbres o leyes que eran usados por los nacionalistas españoles para basar la unidad estatal de los territorios o gentes en ellos heredados por la monarquía Borbónica, teniendo en los primeros escritos de Sabino Arana su máximo exponente. Arana, según mantienen algunos historiadores, fundó una doctrina política que consideraba que sólo los vascos de raza pura podían formar parte de la nación vasca y que la "raza vasca" era superior en todos los aspectos a la degenerada "raza española" ("maquetos") que había "invadido" Vizcaya.
Durante el siglo XIX, "raza" fue un concepto central de la antropología y el concepto de "raza vasca" se usaba mayoritariamente como elemento diferenciador, pero sin atribuirle una superioridad respecto a las otras razas.

## Polémica sobre el origen de la «raza vasca»
El origen de los vascos surge ya desde la idea mítica de que, los vascos provenían de Túbal, nieto de Noé, (véase Tubalismo) o de un ancestro legendario llamado Aitor, por lo que persiste hoy día la polémica sobre el origen de los vascos y de su lengua.
Cuando en 1801, Humboldt, intelectual y diplomático prusiano, fundador de la Universidad de Berlín, llegó al País Vasco, se sorprendió de que sus habitantes no fueran conocidos por un nombre común:

Cuando se quiere nombrar a todo el conjunto de la nación vasca cae uno en la perplejidad y se busca en vano el término aceptable a la vez por 
españoles, franceses y alemanes. Los franceses no conocen ninguna denominación general. Biscayens, cuando hablan de los de la península; Basques cuando hablan de los vasco-franceses; y en caso necesario recurren al nombre antiguo, Cantabres. (...) Los habitantes mismos se nombran según las provincias: vizcaínos, guipuzcoanos, alaveses... así ha perdido este desdichado pueblo hasta la unidad de su nombre.

Finalmente concluye:

Cuando se trate de todo el pueblo esparcido por el país vasco-francés, provincias vascongadas y Navarra: Vascos.

La sorpresa del anterior queda acreditada actualmente porque han sido múltiples y diversas las teorías sobre el origen de los vascos, muchas de ellas vinculadas a orientaciones políticas muy concretas que tienen como objetivo acreditar o desacreditar los principios nacionalistas vascos o españoles de cada una de ellas:
- origen caucásico: una de las teorías más conocidas y generalizadas debida a ciertas similitudes del idioma con el idioma georgiano y algunas otras costumbres. De hecho la ciudad de Bilbao se hermanó con Tiflis y el lehendakari fue proclamado doctor honoris causa de la Universidad de Tiflis. Se da la circunstancia de que en Georgia existe una «Iberia caucásica», que era el nombre usado por los griegos y romanos antiguos para designar al antiguo reino georgiano de Kartli, lo que confundía a los geógrafos antiguos.

- origen bereber / berberí: debido a las semejanzas idiomáticas entre ambas poblaciones, otros autores han señalado su falsedad dado que se intentaba asemejar las lenguas bereberes con neologismos o con préstamos latinos del euskera.

- origen íbero: debido a que se parecerían sus lenguas (véase Vascoiberismo). Otros autores afirman que sólo un escaso 8% de la desconocida lengua íbera se puede traducir basándose en el euskera, por lo que niegan tal afirmación.

- origen vikingo: según Gabriel Carretié, los cromlechs encontrados en el País Vasco son, en realidad, de origen vikingo.[cita requerida]

- origen celta: debido a la similitud de muchos monumentos prehistóricos dispersos por su geografía. En 1999, Mariano Grondona, escribió en el diario argentino La Nación un artículo llamado Paz en Irlanda, Guerra en España[9] afirmando que:

... los celtas resistieron todos los intentos por destruir su identidad y su lengua. Hoy, convertidos en irlandeses, escoceses, galeses y vascos, persisten triunfalmente al iniciar su quinto milenio.

A lo que muchos otros contestaron, entre otras cosas, que los vascos surgen en el 10.000 a. C. y los celtas del 1200 a. C.
- origen común de vascos, irlandeses, galeses y escoceses anterior a los celtas: Según la teoría del profesor Stephen Oppenheimer de la Universidad de Oxford, el investigador David Goldstein de la University College London y el lingüista alemán Theo Vennemann tanto los habitantes de Irlanda como los de Gran Bretaña (especialmente los de Gales y Escocia) tendrían su origen en el País Vasco y sus antepasados vascos habrían viajado hace 16.000 años por tierra hacia el norte cruzando Las Landas, Aquitania y Bretaña a las islas británicas durante la Glaciación,[10] época en la que el nivel del mar era más bajo que el actual y las actuales islas británicas estaban unidas por tierra al continente europeo, lo que haría posible dicha migración.[11][12][13]

- origen vasco: esta teoría afirma que fueron los vascos los que crearon su propio idioma. Apoya esta teoría el hecho de que se hayan encontrado cráneos definidos por algunos autores como Barandiaran como del «tipo vasco» en yacimientos neolíticos, o que palabras como "hacha", "cuchillo" y "azada" (respectivamente, "aizkora" o "haizkora", "haizto" y "aitzurra" o "atxurra") se formen a partir de la palabra roca (aitz o haitz).

## Sobre la morfología vasca
Los rasgos somáticos de los vascos, según diversos estudios realizados, son: constitución robusta, cráneo braquicéfalo, cara de contorno triangular y sienes muy acusadas, «cabeza de liebre con las sienes salientes» (tête de lièvre á tempes gonflées); orificio occipital muy inclinado con el punto más anterior (basio) mucho más próximo al vértice que el posterior (opistio). Particularidad causa del alto ortognatismo (ángulo del perfil de la cara próximo a los 90°). Color de los ojos con frecuencia café o verde, nariz alta, saliente y barbilla puntiaguda.
Los artistas vascos, como José Arrúe, han repetido el mismo modelo facial del vasco, hombre o mujer, en sus pinturas, haciéndolo canónico, con los que eran rasgos definitorios ortodoxos racialmente: nariz prolongada, orejas grandes, boca hundida y mentón prominente. Este canon minoritario, sin embargo, se ha vuelto modelo exclusivo en las representaciones iconográficas idealizadas del "vasco".

Los vascos, por su morfología, por su lengua y por su etnia, aparecen netamente individualizados entre las razas del sudoeste de Europa, lo que parece plantear la conclusión de la singularidad somática del pueblo vasco, con lo que cabría hablar, no ya de un pueblo, sino de una raza.
Augusto Panyella. Director del Museo Etnológico de Barcelona

El cráneo vasco es típicamente europeo en todos los aspectos (...) su más próximo parecido es el británico, común de la era de hierro y no dista mucho del etrusco.
Encyclopedia Britannica, vol. 3, p. 186

Los dos cráneos hallados en Urtiaga, fechados hace 7.000 años, y depositados en el Museo de San Telmo de San Sebastián ya coinciden con el tipo vasco actual: el fruto de una evolución local de Cro-Magnon que los antropólogos llaman «Pirenaico».
El antropólogo, Aita Barandiaran

De todos modos, la morfología vasca, ha resultado ser poco generalizable, dado el elevado número de diferencias entre individuos participantes en estudios poblacionales recientes. Por ejemplo, el fenotipo del color de pelo demostró ser variable según la región estudiada: existe una amplia gama de colores que van del negro oscuro, al rubio intenso, aunque sí se llegó a determinar un predominio del color oscuro. Muy interesante resultó asimismo el hallazgo de individuos con cráneos dolicocéfalos en la región del Duranguesado, y que el predominio de la mandíbula sea de tipo rectangular en esta región, así como los ojos oscuros y prominencias cigomáticas notables, que confieren una conformación de «cara rectangular».

## Sobre la genética vasca
En 1949, Arthur E. Mourant publicó un estudio por el que, estudiando el Rh de los vascos, descartaba cualquier parentesco con sus vecinos:

Los grupos sanguíneos dan gran frecuencia del grupo O y la más baja en B de todo el continente. Respecto al Rh, muestran la más alta frecuencia de Rh negativo —cerca del 30% de individuos— hallada en cualquier población Europea. Resumiendo, la posición de los vascos en el extremo final de la escala de frecuencia de estos dos aspectos —grupo sanguíneo y Rh— muestra que son diferentes en origen de los demás pueblos, y que sus vecinos más inmediatos han contribuido muy poco a su linaje.
G.M Morant, A.E. Mt. (Biometrika, vol. 21, London 1949)

En 1993, el expresidente del PNV, Xabier Arzalluz, fue tildado de racista al hablar del origen de los vascos y su Rh negativo, en referencia a los estudios realizados por la Universidad de Florida (Estados Unidos), cuyo responsable manifestó que el vasco:

"Es un pueblo muy interesante, porque se cree que desciende directamente de los cromañones, grupos paleolíticos que pintaron Altamira y Lascaux. Representan un enclave, un refugio que existía en la península durante la última glaciación y que dio origen a diferentes expansiones de ese foco".

En 1997, un estudio sobre las poblaciones ibéricas, realizado por Arnaiz-Villena y Jorge Martínez Laso del departamento de Inmunología del Hospital 12 de Octubre de Madrid y profesores de Medicina de la Universidad Complutense determinó que los vascos estaban más cercanos genéticamente al resto de habitantes de la Península y a los norteafricanos de origen bereber que al resto de poblaciones europeas. En toda su investigación, también hallaron un haplotipo (A11-B27-DR1) que se encuentra únicamente en los vascos. Los métodos utilizados por Arnaiz-Villena y sus insólitas conclusiones han sido criticados por respetados genetistas (Cavalli-Sforza, Alberto Piazza y Neil Risch).
En este sentido opinan Anne Cambon Thomsen, de Toulouse, y los doctores Pandya y Tyler-Smith, de la Universidad de Oxford, que encontraron claras similitudes entre vascos y los norteafricanos; por su parte, Santachiara-Benerecetti, de Pavía, las halló entre vascos y sardos utilizando para ello marcadores del cromosoma Y.
La sección de Antropología del Departamento de Biología Animal de la Universidad de Barcelona, al igual que otros estudios, realizó de 1999 a 2000 un estudio de ADN encontrado en restos prehistóricos vascos:

Los resultados muestran claras diferencias mutacionales respecto a la secuencia más común de los europeos actuales. En ninguna de las 12 muestras analizadas se detecta el haplogrupo V, objeto de debate en la literatura científica actual sobre el origen de los vascos. La aportación de estas secuencias supone un salto cualitativo en los estudios de prehistoria. A causa del aún bajo efectivo de individuos disponible no pueden extraerse conclusiones de carácter general.

En 2001, Bryan Sykes, catedrático de genética humana de la Universidad de Oxford tras analizar el ADN mitocondrial de un gran número de europeos, afirma que los vascos están estrechamente emparentados con el resto de los europeos y pertenecen mayoritariamente al «clan Helena», el más exitoso de los clanes femeninos europeos, con un 41% de los europeos perteneciendo a alguna de sus ramas. Dicho clan surgió hace 20.000 años entre los valles del Dordoña y Vezere en el sur-centro de la actual Francia.

Hay una larga historia sobre los vascos porque se consideran a sí mismos genéticamente diferentes, y un grupo separado. Una especie de reliquia de los europeos de antes de que comenzara la agricultura. Pero en realidad son muy europeos. Si analizas su ADN mitocondrial son más europeos que los europeos… de manera que están bastante relacionados. Su principal peculiaridad es que entre los vascos, es más extraño que en ningún otro grupo europeo, encontrar descendientes del clan de Jazmín, (único clan no originario de Europa, al que pertenecen alrededor de un 12% de los europeos nativos), que vivió en oriente medio hace aproximadamente 8.500 años, pero cuyos descendientes entraron en Europa con los primeros agricultores. Y aunque la agricultura y ganadería llegaron al país vasco más tarde que al resto de Europa…, es muy extraño encontrar descendientes de Jazmín entre los vascos. Esa es la diferencia principal con el resto de los europeos; pero no es una gran diferencia.

En 2001, un estudio científico revela que vascos y celtas son «genéticamente hermanos de sangre». A esta conclusión ha llegado un equipo de investigadores de la University College London (David B. Goldstein, Cristian Capelli y otros) que, después de haber analizado y comparado los modelos genéticos de vascos, celtas de Gales y celtas de Irlanda, ha concluido que el patrón de transmisión masculina de ambos grupos (cromosoma Y) es muy similar y estadísticamente indistinguible.
De 2001 a 2003, estudios realizados entre otros por Comas, Calafell, Plaza, Bosch de la Universidad Pompeu Fabra de Barcelona, y otros autores, contradicen las conclusiones de Arnaiz-Villena y confirman el estrecho parentesco entre poblaciones ibéricas y europeas y la importante barrera genética que ha supuesto el estrecho de Gibraltar.
En 2006 dos equipos independientes relacionan a los británicos nativos con los vascos y con tribus íberas de la costa respectivamente. El primer estudio encabezado por Stephen Oppenheimer, sostiene que una parte importante de los británicos proceden de la expansión postglaciar de cazadores recolectores procedentes del refugio vasco en un período que podría oscilar entre 15.000 y 7.500 años. El segundo estudio, dirigido por Bryan Sykes postula que la población indígena británica (celta) tiene prácticamente la misma huella genética que una tribu de Íberos de la costa que pudo cruzar el Golfo de Vizcaya hace 6000 años.
En 2007, el genetista Spencer Wells, director del Genographic Project de National Geographic ha señalado que genéticamente los vascos son idénticos al resto de los íberos. Aun así tienen ligeras frecuencias distintas, propias de una población aislada.
A partir de una serie de estudios sobre la enfermedad de Creutzfeldt-Jakob, más conocida como mal de las vacas locas, se descubrió que en el País Vasco existía una mutación genética que podría dar más pistas sobre el polémico origen de los vascos. Lo mismo se podría decir de un tipo de Parkinson hereditario que sufre un 10% de la población guipuzcoana.
En 2010, un estudio de Laayouni, Calafell y Bertranpetit publicado en la revista Human Genetics evidenciaba que la peculiaridad genética de los vascos no estriba en su origen, el mismo que el del resto de los europeos, sino en los factores ambientales y patógenos a los que han estado expuestos durante su estancia en Europa, objetivos de la selección natural en las poblaciones ancestrales. Según afirmaron: "Nuestro análisis muestra que, desde el punto de vista del genoma, los vascos no se diferencian de otras poblaciones ibéricas". Si bien, un estudio posterior afirmaba que los vascos componen un grupo "homogéneo" y "genéticamente distinto" de otras poblaciones europeas por ser una población relativamente aislada. Entre las poblaciones estudiadas, no hay ninguna de otras regiones españolas, por lo que no se ha determinado la cercanía genética entre vascos y otros españoles.
La revolución del ADN antiguo, protagonizada por Svante Päävo, David Reich, Eske Willerslev, etc. está aportando mucha información sobre el origen de la población europea y en particular de la población ibérica. Han existido multitud de mezclas entre poblaciones paleolíticas y mesolíticas en Europa. Más adelante se produjeron dos flujos importantes de genes en la población europea; en primer lugar tras el neolítico procedente de oriente medio, especialmente en la población del sur de Europa, y en segundo lugar a partir de la Edad del Bronce procedente de las estepas rusas y ucranianas (pueblos yamna o yamnaya y sus descendientes), especialmente en el norte de Europa. En España el acervo genético procedente del paleolítico es minoritario, el procedente de los pueblos neolíticos es mayoritario y el procedente de los pueblos esteparios yamnaya tiene un peso intermedio, aunque difiere por zonas. Sin embargo los haplogrupos del cromosoma Y de los pueblos yamnaya (R1b y en menor medida R1a) son muy mayoritarios en la población masculina española y especialmente en la vasca.
En cualquier caso, parte de la sociedad vasca urbana actual, al igual que muchas sociedades contemporáneas, lejos de pertenecer a una raza homogénea, es plural y sin identidad a muchos niveles — lo cual no quiere decir que viven sin un deferente cultural que se podría trasladar o identificar con muchos de los componentes de la sociedad andina de Bolivia o Chile, o los mismos referentes en la sociedad bávara o napolitana, o en la estadounidense, sean de origen europeo o indio compartiendo un mismo punto geográfico, como en la gitana ya sedentaria en varios países europeos y otros del medio oriente, sería una exageración simplista que ignora la ciencia antropológica —, ya que es producto de la mezcla de los habitantes autóctonos con los nuevos vascos procedentes de las varias oleadas de inmigrantes (finales del siglo XIX y mediados del siglo XX) que desde el resto de España se trasladaron a vivir al País Vasco.

## Sobre el idioma vasco: el euskera
Según la región, se le llama euskara, euskala, eskuara, eskuera, eskara, eskera, eskoara, euskiera, auskera, oskara, uskera, uskaa, uska, uskara o üskara. Los especialistas, una vez más, no se ponen de acuerdo respecto al origen de esta lengua.
Dicho idioma ha tenido influencia en las lenguas romances españolas.